# Sani Lakatani

Sani Elia Lagigietama Lakatani (4 de junio de 1936) fue el cuarto Premier de Niue, una isla-estado del Océano Pacífico, después de que la isla consiguiera su Acta de Constitución de Nueva Zelanda.
Fue nombrado Premier por la Asamblea de Niue tras las elecciones de 1999.